# Мишин, Армас Иосифович
А́рмас Ио́сифович Ми́шин (псевдоним Олег Мишин, Armas Hiiri — А́рмас Хи́йри) (15 февраля 1935 — 9 октября 2018) — карельский писатель, поэт и переводчик, педагог. Заслуженный работник культуры Российской Федерации (1999), Заслуженный работник культуры Карельской АССР (1985), знаток и популяризатор «Калевалы».

## Биография
По национальности — ингерманландский финн. Родился 15 февраля 1935 года в деревне Пустошка Мгинского района Ленинградской области в семье Иосифа Хийри и Марии Пёнтёнен. Фамилия его отца была в 1930-е годы русифицирована, превратившись в Мышин, а позднее в Мишин.Отец работал на заводе в Ленинграде, умер в 1939 году. В 1941 году семья была депортирована в Омск. В годы Великой Отечественной войны проживал с матерью в эвакуации в Сибири, в деревне Усть-Заостровск на Иртыше. Затем жил в Омске, здесь учился в школе.
В 1949 году, в связи с запретом проживать в крупных городах, Армас вместе с матерью переехал в Карело-Финскую ССР, через четыре года окончил Пудожское педагогическое училище, а в 1959 году — Карельский государственный педагогический институт. Преподавал литературу и русский язык в школах работающей молодёжи Петрозаводска. Принят в члены Союза писателей СССР в 1964 году.
В 1971 году окончил аспирантуру и защитил кандидатскую диссертацию (кандидат филологических наук) в Институте языка, литературы и истории Карельского научного центра РАН. В 1971—1985 годах работал в Институте языка, литературы и истории Карельского научного центра РАН. Опубликовал ряд научных работ о финноязычной литературе.
В 1985 году избран заместителем председателя правления Союза писателей Карелии. С 1990 по 2005 год — председатель Союза писателей Республики Карелия. В 1990—2005 годах — председатель правления Союза писателей Карелии. Иностранный член Общества финской литературы, член финского общества «Калевала». Проживал в Петрозаводске и Турку.

## Творчество
Первые стихи напечатал в 1954 году. Опубликовал 12 стихотворных книг на русском языке под псевдонимом Олег Мишин и шесть сборников на родном финском языке под псевдонимом Армас Хийри. Два его сборника «Теплотрасса» (1972) и «Снег на пушках» (1980) увидели свет в Москве. Лучшие его книги на финском языке: «Корнями в небо» (1980), «Время изменяется в нас» (1992), «Время, когда вырастают крылья» (2000). По-фински в основном писал свободным стихом.
Многие стихотворные тексты А. Мишина положены на музыку карельскими композиторами Борисом Напреевым, Александром Белобородовым, Дмитрием Цвибелем. Он является автором либретто опер Бориса Напреева «Стрела девы Похьёлы» и «Тростниковая свирель». В 1986 году Национальный театр Республики Карелия поставил спектакль по пьесе А. Мишина «Стрела Похъетар» по мотивам эпоса «Калевала».
Известен своими переводами с финского языка на русский поэтов и писателей Карелии и Финляндии. В его переводах опубликованы сборники стихов И. Сааринена, Т. Сумманена, Я. Ругоева, Н. Лайне, В. Брендоева и других авторов.
Занимался переводами эпических песен карельских рунопевцев. В 1996 году опубликован новый перевод на русский язык эпоса «Калевала», созданный им совместно с Э. С. Киуру. Было осуществлено три издания этого перевода. Кроме того, Мишин и Киуру сделали переводы различных версий «Калевалы» (1834, 1835 и 1862 годов). Мишин рассматривает «Калевалу» не как карело-финский народный эпос, а как авторское произведение Элиаса Лённрота. На финский язык он переводил стихи многих русских поэтов — от Пушкина до Высоцкого.
В соавторстве с Иваном Костиным является автором перевода на финский язык текста Государственного гимна Республики Карелия.
Скончался 9 октября 2018 года в Турку.

## Награды и звания
- Орден Дружбы (20 декабря 2005) — за заслуги в области культуры и искусства, многолетнюю плодотворную работу[5]
- Заслуженный работник культуры Российской Федерации (8 января 1999) — за заслуги в области культуры и многолетнюю плодотворную работу [6].
- Заслуженный работник культуры Карельской АССР (1985)
- Государственная премия Карельской ССР имени А. Перттунена (1986)
- премия Главы правительства Республики Карелия «Сампо» (1999[7], 2007[8][9])

## Семья
- Супруга — Ольга Фёдоровна Мишина (род. 23 января 1933 года) — карельская писательница, пишет на ливвиковском диалекте карельского языка.